# Équipe d'Irlande féminine de hockey sur glace
Cet article traite de l'équipe féminine. Pour l'équipe masculine, voir Équipe d'Irlande de hockey sur glace.
L'équipe d'Irlande féminine de hockey sur glace est la sélection nationale d'Irlande regroupant les meilleures joueuses irlandaises de hockey sur glace féminin lors des compétitions internationales. Elle est sous la tutelle de l'Irish Ice Hockey Association. L'Irlande n'est pas classée au classement IIHF 2020 .

## Résultats

### Jeux olympiques
L'équipe féminine d'Irlande n'a jamais participé aux Jeux olympiques.

### Championnats du monde
L'Irlande participe pour la première fois au championnat du monde féminin en 2011.
- 1990-2009 — Ne participe pas
- 2011 — Trente-sixième (5e de Division V)
- 2012 — Ne participe pas
- 2013 — Trente-cinquième (3e de la Qualification pour la Division IIB)
- 2014-2020 — Ne participe pas

### Classement mondial
| Année       | Rang       | Points     | Progression |
| ----------- | ---------- | ---------- | ----------- |
| 2003-2010   | Non classé | Non classé | Non classé  |
| 2011        | 36         | 420        | -           |
| 2012        | 36         | 315        | ±0          |
| 2013        | 35         | 650        | +1          |
| Fév. 2014   | 35         | 435        | ±0          |
| Avril 2014  | 36         | 435        | -1          |
| 2015        | 37         | 220        | -1          |
| 2016        | 38         | 110        | -1          |
| Depuis 2017 | Non classé | Non classé | Non classé  |